# Calineuria stigmatica
Calineuria stigmatica är en bäcksländeart som först beskrevs av Klapalek 1907.  Calineuria stigmatica ingår i släktet Calineuria och familjen jättebäcksländor. Inga underarter finns listade i Catalogue of Life.